# Markaz al Burullus
Markaz al Burullus är en region i Egypten.   Den ligger i guvernementet Kafr el-Sheikh, i den norra delen av landet, 170 km norr om huvudstaden Kairo.